# Wiscon
WisCon o Wiscon, és una convenció especialitzada en ciència-ficció feminista que te lloc a Wisconsin, pionera a nivell mundial en convencions i conferencies d'aquest subgènere literari. Es va celebrar per primera vegada el febrer de 1977 a Madison, després que un grup d'aficionades assistís un any abans a la 34a Convenció Mundial de Ciència-Ficció (WorldCon) a Kansas City, i decidissin organitzar un convenció molt semblant però amb el feminisme com a tema central i no merament com una xerrada testimonial aïllada. La WisCon reuneix en cada edició una multitud d'especialistes i persones del sector editorial per debatre sobre ciència-ficció i fantasia així com qüestions relacionades amb feminisme, gènere, ètnia i classe. Actualment aquesta convenció anual se celebra al maig, durant el cap de setmana que coincideix amb el Dia dels Caiguts i és patrocinada per la Society for the Furtherance and Study of Fantasy and Science Fiction (SF3).

## Convidades i convidats de honor
Des de la seva creació, les persones convidades al llarg dels anys formen una llista destacada d'autors, artistes, editors i fanàtics de la ciència-ficció que guien la programació, participen a les conferencies i també pronuncien un discurs en la cerimònia en honor seu. El percentatge de dones escollides com a convidades de honor a la WisCon, en comparació amb els homes, ha superat el rècord de qualsevol altra convenció. Això reflecteix una proposta clara per visibilitzar a les dones en el camp de la ciència-ficció com missió principal de la WisCon, l'única convenció de ciència-ficció feminista del món.
| WisCon | Data              | Personalitats homenatjades                                                                                        |
| ------ | ----------------- | --- |
| 1      | 11-13 Febrer 1977 | Katherine MacLean, Amanda Bankier                                                                                 |
| 2      | 17-19 Febrer 1978 | Vonda N. McIntyre, Susan Wood                                                                                     |
| 3      | 2–4 Febrer 1979   | Suzy McKee Charnas, John Varley, Gina Clarke                                                                      |
| 4      | 7–9 Març 1980     | Joan D. Vinge, David Hartwell, Beverly DeWeese, Octavia Butler                                                    |
| 5      | 6–8 Març 1981     | Chelsea Quinn Yarbro, Don & Elsie Wollheim, Buck & Juanita Coulson, Catherine McClenahand, Steven Vincent Johnson |
| 6      | 5–7 Març 1982     | Terry Carr, Suzette Haden Elgin                                                                                   |
| 7      | 4–7 Març 1983     | Marta Randall, Lee Killough                                                                                       |
| 8      | 24–26 Febrer 1984 | Elizabeth A. Lynn, Jessica Amanda Salmonson                                                                       |
| 9      | 22–24 Febrer 1985 | Lisa Tuttle, Alicia Austin                                                                                        |
| 10     | 21–23 Febrer 1986 | Chelsea Quinn Yarbro, Suzette Haden Elgin                                                                         |
| 11     | 20–22 Febrer 1987 | Connie Willis, Samuel Delany, Avedon Carol                                                                        |
| 12     | 19–21 Febrer 1988 | R. A. MacAvoy, George R. R. Martin, Stu Shiffman                                                                  |
| 13     | 17–19 Febrer 1989 | Gardner Dozois, Pat Cadigan                                                                                       |
| 14     | 9–11 Març 1990    | Iain Banks, Emma Bull                                                                                             |
| 15     | 1–3 Març 1991     | Pat Murphy, Pamela Sargent                                                                                        |
| 16     | 6–7 Març 1992     | Howard Waldrop, Trina Robbins                                                                                     |
| 17     | 5–7 Març 1993     | Kristine Kathryn Rusch, Lois McMaster Bujold                                                                      |
| 18     | 4–6 Març 1994     | Karen Joy Fowler, Melinda Snodgrass, Jim Frenkel                                                                  |
| 19     | 26–29 Maig 1995   | Barbara Hambly, Sharyn McCrumb, Nicola Griffith                                                                   |
| 20     | 24–27 Maig 1996   | Ursula K. Le Guin. Invitada especial: Judith Merril                                                               |
| 21     | 23–26 Maig 1997   | Melissa Scott, Susanna Sturgis                                                                                    |
| 22     | 22–25 Maig 1998   | Sheri Tepper, Delia Sherman, Ellen Kushner                                                                        |
| 23     | 28–31 Maig 1999   | Terri Windling, Mary Doria Russell                                                                                |
| 24     | 26–29 Maig 2000   | Charles de Lint, Jeanne Gomoll                                                                                    |
| 25     | 25–28 Maig 2001   | Nancy Kress, Elisabeth Vonarburg                                                                                  |
| 26     | 24–27 Maig 2002   | Nalo Hopkinson, Nina Kiriki Hoffman                                                                               |
| 27     | 23–26 Maig 2003   | Carol Emshwiller, China Miéville                                                                                  |
| 28     | 28–31 Maig 2004   | Patricia McKillip, Eleanor Arnason                                                                                |
| 29     | 27–30 Maig 2005   | Gwyneth Jones, Robin McKinley                                                                                     |
| 30     | 26–29 Maig 2006   | Kate Wilhelm, Jane Yolen                                                                                          |
| 31     | 25–28 Maig 2007   | Kelly Link, Laurie Marks                                                                                          |
| 32     | 23–26 Maig 2008   | L. Timmel Duchamp, Maureen McHugh                                                                                 |
| 33     | 22–25 Maig 2009   | Ellen Klages, Geoff Ryman                                                                                         |
| 34     | 28–31 Maig 2010   | Mary Anne Mohanraj, Nnedi Okorafor                                                                                |
| 35     | 26–30 Maig 2011   | Nisi Shawl |
| 36     | 25–28 Maig 2012   | Andrea Hairston, Debbie Notkin                                                                                    |
| 37     | 24–27 Maig 2013   | Joan Slonczewski, Jo Walton                                                                                       |
| 38     | 23–26 Maig 2014   | Hiromi Goto, N. K. Jemisin                                                                                        |
| 39     | 22–25 Maig 2015   | Alaya Dawn Johnson, Kim Stanley Robinson                                                                          |
| 40     | 27–30 Maig 2016   | Justine Larbalestier, Sofia Samatar, Nalo Hopkinson                                                               |
| 41     | 26-29 Maig 2017   | Amal El-Mohtar, Kelly Sue DeConnick                                                                               |
| 42     | 25-28 Maig 2018   | Saladin Ahmed, Tananarive Due                                                                                     |
| 43     | 24-27 Maig 2019   | G. Willow Wilson, Charlie Jane Anders                                                                             |
| 44     | 22-25 Maig 2020   | Rebecca Roanhorse, Yoon Ha Lee                                                                                    |

## Organitzacions i premis relacionats
A partir de la WisCon s'han desenvolupat diversos premis i organitzacions que abordam temes de ciència-ficció i fantasia, encara amb estrets vincles amb la convenció de Wisconsin. L'obra de Helen Merrick candidata al Guardó Hugo del 2010, inclou diverses mencions a la WisCon i parla d'altres projectes paral·lels que es van generar com ara els Premis Otherwise, abans coneguts com a James Tiptree Jr., els Broad Universe i els atorgats per la Carl Brandon Society.
L'Otherwise Award és un premi literari anual de ciència-ficció i fantasia que amplia la nostra comprensió del gènere. Va ser presentat per primera vegada com a part del discurs de la convidada de honor Pat Murphy a la 14a WisCon de 1991. La idea es va originar en una xerrada en una WisCon anterior, en part com "... una reacció al fet que tots els premis de ciència-ficció rebien el nom d'homes. Així que van nomenar un guardó amb el pseudònim masculí de qui en realitat era una dona escriptora". James Tiptree, Jr., era el nom de l'escriptora Alice B. Sheldon.
La Carl Brandon Society es va fundar el 1999 després dels debats a la Wiscon 23 sobre ètnia i racisme, ciència-ficció i fantasia, inspirats en part per l'assaig de Samuel Delany “Racisme i ciència-ficció”, publicat al New York Review of Science Fiction a l'agost de 1998. L'organització analitza la representació de persones afroamericanes a la ciència-ficció, fantasia i horror. El 2005 van crear elParallax Award, guardó atorgat a obres de ficció especulativa creades per un autor o autora afroamericana, i elKindred Award que s'atorga a obres de ficció especulativa que tractin temes de raça i ètnia; els nomenats poden ser de qualsevol grup ètnic.
Broad Universe és una organització amb l'objectiu principal de promoure la ciència-ficció, la fantasia, l'horror i altres ficcions especulatives escrites per dones i/o persones de gènere no-binari. Va ser organitzada per primera vegada en una taula rodona el 2000 a la WisCon 24. Aleshores, es va convertir en una associació sense ànim de lucre amb una presència freqüent a moltes convencions, amb un butlletí en línia, un podcast i altres publicacions.